# Kazuya Watanabe (Leichtathlet, 1988)
Kazuya Watanabe (jap. 渡邉 和也, Watanabe Kazuya; * 20. Juli 1988 in Shibata) ist ein ehemaliger japanischer Sprinter, der sich auf den 400-Meter-Lauf spezialisiert hat.

## Sportliche Laufbahn
Erste internationale Erfahrungen sammelte Kazuya Watanabe im Jahr 2013, als er bei den Asienmeisterschaften in Pune mit 47,80 s im Halbfinale über 400 Meter ausschied und mit der japanischen 4-mal-400-Meter-Staffel in 3:04,46 min die Silbermedaille hinter dem Team aus Saudi-Arabien gewann. Im Jahr darauf belegte er bei den Hallenasienmeisterschaften in Hangzhou in 48,68 s den fünften Platz und wurde anschließend bei den World Relays auf den Bahamas in 3:03,24 min Zweiter im B-Finale. 2016 bestritt er in Kitakami seinen letzten Wettkampf und beendete damit seine aktive sportliche Karriere im Alter von 28 Jahren.

## Persönliche Bestleistungen
- 200 Meter: 21,49 s (+1,1 m/s), 8. Juni 2008 in Hiratsuka
- 300 Meter: 33,38 s, 23. April 2016 in Izumo
- 400 Meter: 45,71 s, 3. Mai 2013 in Fukuroi
  - 400 Meter (Halle): 48,68 s, 15. Februar 2014 in Hangzhou